# Kepler-444f
Kepler-444 f é um exoplaneta descoberto por intermédio do trânsito astronômico em novembro de 2015. Esse planeta, como o próprio nome já diz, pertence ao sistema estelar da estrela Kepler-444, possuindo aproximadamente 0,7 vezes o diâmetro da Terra.Todos os planetas deste sistema, encontram-se numa região muito interior à borda interna da zona habitável do sistema Kepler, portanto estão fora da zona habitável.